# Koryo Hotel
39°0′31.158″N 125°44′10.194″Ø / 39.00865500°N 125.73616500°Ø
Koryo Hotel er et hotel i den nordkoreanske hovedstad Pyongyang. Det ligger i distriktet Chung-guyok. Hotellet blev rejst i 1986 under ledelse af Kim Il-sung, og var ment som et udstillingsvindue for landets styrke. Ved indgangen der er der en ni meter bred dragemund i jade som leder ind til en stor lobby domineret af mosaikbilleder med motiver fra nordkoreas kultur. Mosaikfliserne består blandt andet af værdifulde metaller.
Bygningen er 143 meter høj og består af to lige høje tårne og har 400 rum. I bygningen er der en gavebutik, træningsrum og en biografsal som i hovedsagen viser kommunistpropaganda. 